# Indravarman Ier
Pour les articles homonymes, voir Indravarman.
Indravarman Ier (Khmer: ឥន្រ្ទវរ្ម័នទី១)  fut le roi de l'Empire khmer (dans la région d'Angkor dans l'actuel  Cambodge), de 877 à 890.

## Origine
Indravarman Ier est selon la stèle de fondation de Preah Kô, le fils d'un certain Cri Prthivindravarman, « né d'une famille de Kshatriya ». Sa mère Prthindradevi (?), « née d'une famille où se sont succédé les rois », a pour père Cri Rudravarman et pour grand-père maternel Cri Nrpatindravarman II.

## Règne
Indravraman Ier hérite de son père Prthvindravarman et de son beau-père Mahipativarman. Il annexe sans doute Cambhupura où règne un roi inconnu, époux de la reine Jyestharya et lointain successeur de Jayavarman Ier. Indravraman Ier succède enfin à son cousin Jayavarman III.
Son royaume semble avoir d'autre part entretenu des relations suivies avec le Champā, la Chine et Java.
Il fait construire à Hariharalaya, sur les ruines de l’ancienne capitale de Jayavarman II, un temple d’État (le Bakong), un temple aux ancêtres (Preah Kô) et un réservoir (Baray de Lolei). Dans le même temps, il entreprend des travaux au nord-ouest de cet emplacement, sur le site d’Angkor, où son fils, Yasovarman Ier, va installer sa capitale.

## Postérité
Indravarman Ier épouse la princesse Indradevi, fille de Mahipativarman, et laisse trois enfants, à savoir Yasovarman Ier, son fils et successeur, Jayadevi, épouse de Jayavarman IV et mère de Harṣavarman II et enfin Mahendradevî, épouse du prince Mahendravarman de Bhavapura, parents du roi Rajendravarman II.